# Lasserrade
Lasserrade, dénommée officiellement Lasserade jusqu'en 2020, (La Serrada en gascon) est une commune française située dans l'ouest du département du Gers, en région Occitanie. Sur le plan historique et culturel, la commune est dans le pays de Rivière-Basse, un territoire qui s’allonge dans la moyenne vallée de l’Adour, à l’endroit où le fleuve marque un coude entre Bigorre et Gers.
Exposée à un climat océanique altéré, elle est drainée par la Midouze, l'Arros et par divers autres petits cours d'eau. La commune possède un patrimoine naturel remarquable composé d'une zone naturelle d'intérêt écologique, faunistique et floristique.
Lasserade est une commune rurale qui compte 180 habitants en 2022, après avoir connu un pic de population de 601 habitants en 1831.  Ses habitants sont appelés les Lasséranais ou  Lasséranaises.
Le patrimoine architectural de la commune comprend deux  immeubles protégés au titre des monuments historiques : l'église Saint-Ausit de Croûte, classée en 1995, et le château, inscrit en 2013.

## Géographie

### Localisation
La commune de Lasserrade est située au nord-est de Plaisance.

### Communes limitrophes
Les communes limitrophes sont  Beaumarchés, Couloumé-Mondebat, Loussous-Débat, Plaisance, Pouydraguin et Tasque.
| Pouydraguin | Loussous-Débat |                   |
| Tasque      | Lasserrade     | Couloumé-Mondebat |
|             | Plaisance      | Beaumarchés       |

### Géologie et relief
Lasserrade se situe en zone de sismicité 2 (sismicité faible).

### Hydrographie
La commune est dans le bassin de l'Adour, au sein du bassin hydrographique Adour-Garonne. Elle est drainée par la Midouze, l'Arros, le ruisseau de Lacipé, le ruisseau de Langlé, le ruisseau de Peyret et par divers petits cours d'eau, qui constituent un réseau hydrographique de 18 km de longueur totale,.
La Midouze, d'une longueur totale de 151,5 km, prend sa source dans la commune d'Armous-et-Cau et s'écoule du sud-est vers le nord-ouest puis vers l'ouest. Elle traverse la commune et se jette dans l'Adour à Vicq-d'Auribat, après avoir traversé 46 communes.
L'Arros, d'une longueur totale de 130,8 km, prend sa source dans la commune d'Esparros et s'écoule vers le nord. Il traverse la commune et se jette dans l'Adour à Izotges, après avoir traversé 54 communes.

### Climat
Pour des articles plus généraux, voir Climat de l'Occitanie et Climat du Gers.
En 2010, le climat de la commune est de type climat océanique altéré, selon une étude s'appuyant sur une série de données couvrant la période 1971-2000. En 2020, Météo-France publie une typologie des climats de la France métropolitaine dans laquelle la commune est toujours exposée à un climat océanique altéré et est dans la région climatique Aquitaine, Gascogne, caractérisée par une pluviométrie abondante au printemps, modérée en automne, un faible ensoleillement au printemps, un été chaud (19,5 °C), des vents faibles, des brouillards fréquents en automne et en hiver et des orages fréquents en été (15 à 20 jours).
Pour la période 1971-2000, la température annuelle moyenne est de 13,2 °C, avec une amplitude thermique annuelle de 15,1 °C. Le cumul annuel moyen de précipitations est de 909 mm, avec 11,1 jours de précipitations en janvier et 6,8 jours en juillet. Pour la période 1991-2020, la température moyenne annuelle observée sur la station météorologique la plus proche, située sur la commune de Lupiac à 12 km à vol d'oiseau, est de 13,8 °C et le cumul annuel moyen de précipitations est de 879,7 mm,. Pour l'avenir, les paramètres climatiques de la commune estimés pour 2050 selon différents scénarios d'émission de gaz à effet de serre sont consultables sur un site dédié publié par Météo-France en novembre 2022.

### Milieux naturels et biodiversité
L’inventaire des zones naturelles d'intérêt écologique, faunistique et floristique (ZNIEFF) a pour objectif de réaliser une couverture des zones les plus intéressantes sur le plan écologique, essentiellement dans la perspective d’améliorer la connaissance du patrimoine naturel national et de fournir aux différents décideurs un outil d’aide à la prise en compte de l’environnement dans l’aménagement du territoire.
Une ZNIEFF de type 2 est recensée sur la commune :
le « cours de l'Arros » (1 675 ha), couvrant 41 communes dont 20 dans le Gers et 21 dans les Hautes-Pyrénées.

## Urbanisme

### Typologie
Au 1er janvier 2024, Lasserrade est catégorisée commune rurale à habitat très dispersé, selon la nouvelle grille communale de densité à sept niveaux définie par l'Insee en 2022.
Elle est située hors unité urbaine et hors attraction des villes,.

### Occupation des sols

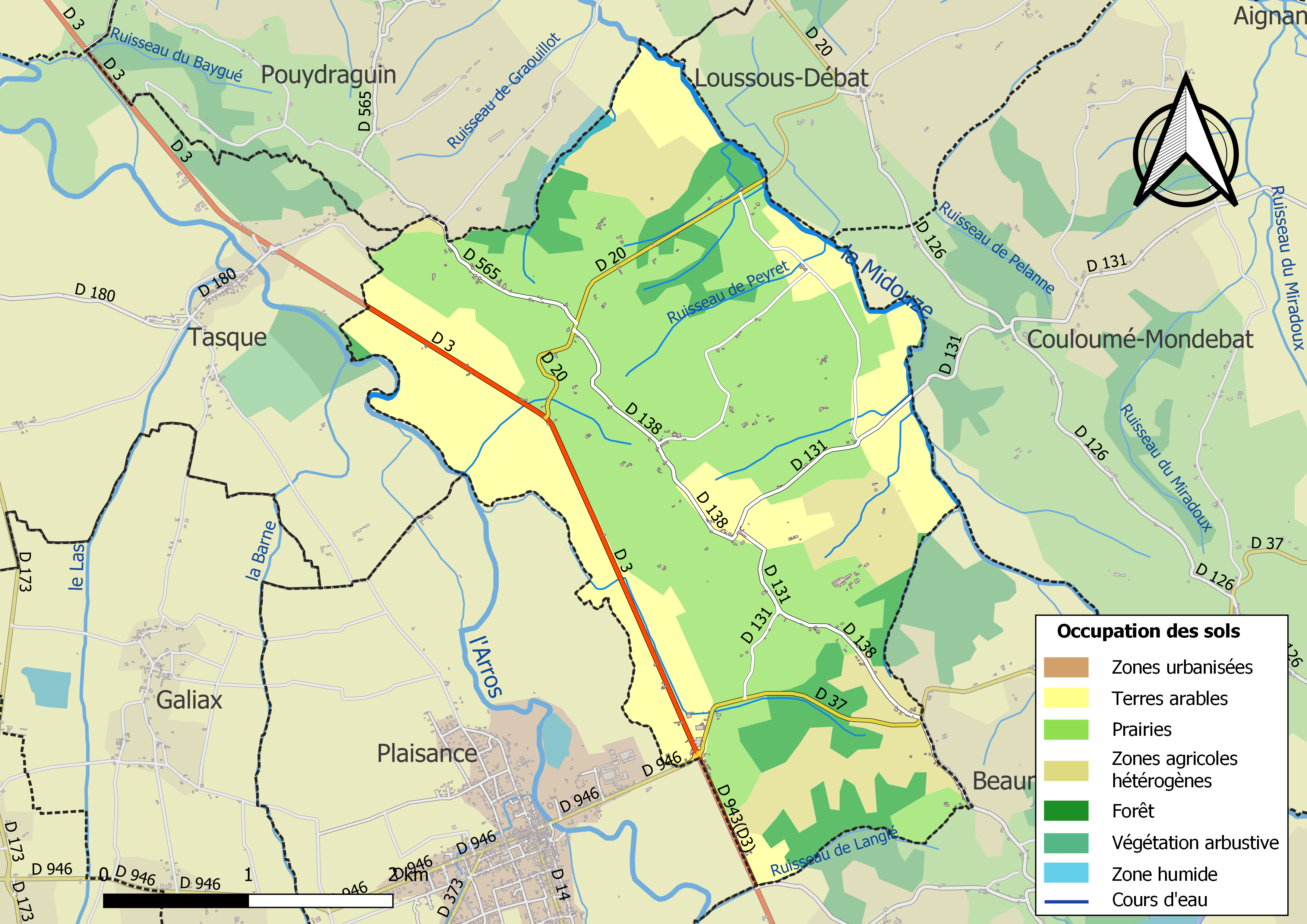
Carte des infrastructures et de l'occupation des sols de la commune en 2018 (CLC).

L'occupation des sols de la commune, telle qu'elle ressort de la base de données européenne d’occupation biophysique des sols Corine Land Cover (CLC), est marquée par l'importance des territoires agricoles (89,4 % en 2018), une proportion sensiblement équivalente à celle de 1990 (88,9 %). La répartition détaillée en 2018 est la suivante : 
prairies (48,2 %), terres arables (27,7 %), zones agricoles hétérogènes (13,5 %), forêts (10,5 %), milieux à végétation arbustive et/ou herbacée (0,1 %).
L'IGN met par ailleurs à disposition un outil en ligne permettant de comparer l’évolution dans le temps de l’occupation des sols de la commune (ou de territoires à des échelles différentes). Plusieurs époques sont accessibles sous forme de cartes ou photos aériennes : la carte de Cassini (XVIIIe siècle), la carte d'état-major (1820-1866) et la période actuelle (1950 à aujourd'hui).

### Voies de communication et transports
Lasserde est accessible par la route départementale 138, qui relie le village à Beaumarchés, au sud, et à Loussous-Débat, au nord.

### Risques majeurs
Le territoire de la commune de Lasserrade est vulnérable à différents aléas naturels : météorologiques (tempête, orage, neige, grand froid, canicule ou sécheresse), inondations et séisme (sismicité faible). Un site publié par le BRGM permet d'évaluer simplement et rapidement les risques d'un bien localisé soit par son adresse soit par le numéro de sa parcelle.
Certaines parties du territoire communal sont susceptibles d’être affectées par le risque d’inondation par débordement de cours d'eau, notamment l'Arros et la Midouze. La cartographie des zones inondables en ex-Midi-Pyrénées réalisée dans le cadre du XIe Contrat de plan État-région, visant à informer les citoyens et les décideurs sur le risque d’inondation, est accessible sur le site de la DREAL Occitanie. La commune a été reconnue en état de catastrophe naturelle au titre des dommages causés par les inondations et coulées de boue survenues en 1983, 1988, 1999, 2001 et 2009,.

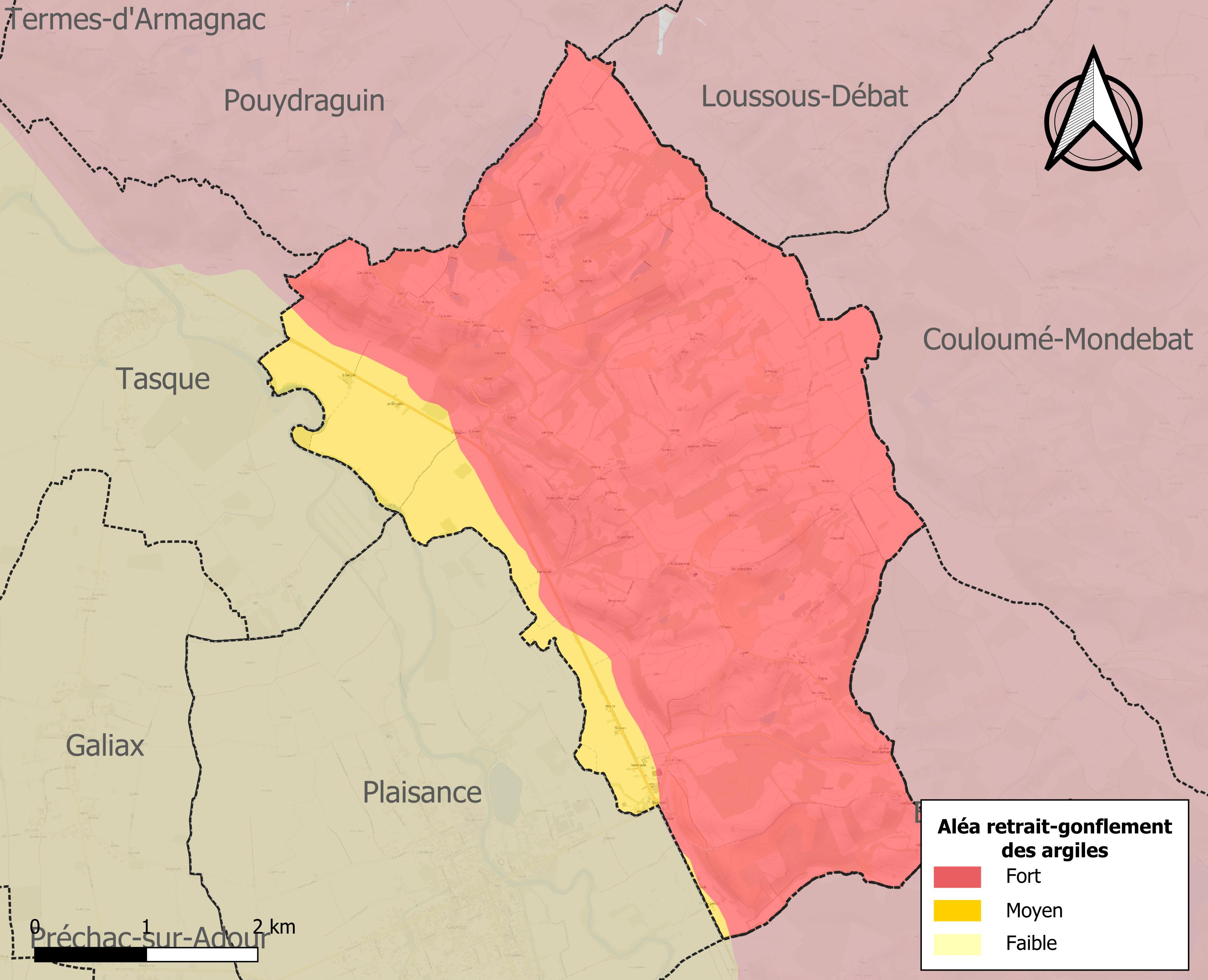
Carte des zones d'aléa retrait-gonflement des sols argileux de Lasserrade.

Le retrait-gonflement des sols argileux est susceptible d'engendrer des dommages importants aux bâtiments en cas d’alternance de périodes de sécheresse et de pluie. La totalité de la commune est en aléa moyen ou fort (94,5 % au niveau départemental et 48,5 % au niveau national). Sur les 124 bâtiments dénombrés sur la commune en 2019, 124 sont en aléa moyen ou fort, soit 100 %, à comparer aux 93 % au niveau départemental et 54 % au niveau national. Une cartographie de l'exposition du territoire national au retrait gonflement des sols argileux est disponible sur le site du BRGM,.
Par ailleurs, afin de mieux appréhender le risque d’affaissement de terrain, l'inventaire national des cavités souterraines permet de localiser celles situées sur la commune.
Concernant les mouvements de terrains, la commune a été reconnue en état de catastrophe naturelle au titre des dommages causés par la sécheresse en 1989, 1992 et 1993 et par des mouvements de terrain en 1999.

## Toponymie
Par un décret du 26 février 2020, la commune de Lasserade change de nom officiellement et devient Lasserrade.

## Politique et administration

### Liste des maires
| Période                                  | Période      | Identité                       | Étiquette | Qualité      |
| ---------------------------------------- | ------------ | ------------------------------ | --------- | ------------ |
| ?                                        | 1871         | Ferdinand Gabarret             |           |              |
| mai 1871                                 | janvier 1902 | Léon de La Terrade (1833-1902) |           | Propriétaire |
| 1901                                     | ?            | Victor Matayron                |           |              |
| ?                                        | env. 1970?   | Roger Pelleport                |           |              |
| 2008                                     | 2014         | Jean-Pierre Laberou            |           |              |
| 2014                                     | En cours     | Isabelle Blanchard             | DVG       | Employée     |
| Les données manquantes sont à compléter. |              |                                |           |              |

## Population et société

### Démographie
L'évolution du nombre d'habitants est connue à travers les recensements de la population effectués dans la commune depuis 1793. Pour les communes de moins de 10 000 habitants, une enquête de recensement portant sur toute la population est réalisée tous les cinq ans, les populations de référence des années intermédiaires étant quant à elles estimées par interpolation ou extrapolation. Pour la commune, le premier recensement exhaustif entrant dans le cadre du nouveau dispositif a été réalisé en 2007.

En 2022, la commune comptait 180 habitants, en évolution de −10,89 % par rapport à 2016 (Gers : +1,04 %, France hors Mayotte : +2,11 %).
| 1793 | 1800 | 1806 | 1821 | 1831 | 1841 | 1846 | 1851 | 1856 |
| ---- | ---- | ---- | ---- | ---- | ---- | ---- | ---- | ---- |
| 490  | 417  | 539  | 522  | 601  | 593  | 588  | 572  | 566  |

| 1861 | 1866 | 1872 | 1876 | 1881 | 1886 | 1891 | 1896 | 1901 |
| ---- | ---- | ---- | ---- | ---- | ---- | ---- | ---- | ---- |
| 501  | 526  | 526  | 518  | 517  | 520  | 514  | 505  | 423  |

| 1906 | 1911 | 1921 | 1926 | 1931 | 1936 | 1946 | 1954 | 1962 |
| ---- | ---- | ---- | ---- | ---- | ---- | ---- | ---- | ---- |
| 427  | 420  | 403  | 401  | 340  | 350  | 309  | 324  | 308  |

| 1968 | 1975 | 1982 | 1990 | 1999 | 2006 | 2007 | 2012 | 2017 |
| ---- | ---- | ---- | ---- | ---- | ---- | ---- | ---- | ---- |
| 295  | 268  | 251  | 211  | 226  | 206  | 203  | 212  | 197  |

| 2022 | - | - | - | - | - | - | - | - |
| ---- | - | - | - | - | - | - | - | - |
| 180  | - | - | - | - | - | - | - | - |

## Économie

### Revenus
En 2018  (données Insee publiées en septembre 2021), la commune compte 79 ménages fiscaux, regroupant 173 personnes. La médiane du revenu disponible par unité de consommation est de 20 460 € (20 820 € dans le département).

### Emploi
|                | 2008  | 2013  | 2018  |
| -------------- | ----- | ----- | ----- |
| Commune        | 7,2 % | 9,9 % | 11 %  |
| Département    | 6,1 % | 7,5 % | 8,2 % |
| France entière | 8,3 % | 10 %  | 10 %  |

En 2018, la population âgée de 15 à 64 ans s'élève à 98 personnes, parmi lesquelles on compte 79 % d'actifs (68 % ayant un emploi et 11 % de chômeurs) et 21 % d'inactifs,. En  2018, le taux de chômage communal (au sens du recensement) des 15-64 ans est supérieur à celui de la France et du département, alors qu'il était inférieur à celui de la France en 2008.
La commune est hors attraction des villes,. Elle compte 34 emplois en 2018, contre 25 en 2013 et 32 en 2008. Le nombre d'actifs ayant un emploi résidant dans la commune est de 68, soit un indicateur de concentration d'emploi de 49,9 % et un taux d'activité parmi les 15 ans ou plus de 46,2 %.
Sur ces 68 actifs de 15 ans ou plus ayant un emploi, 20 travaillent dans la commune, soit 29 % des habitants. Pour se rendre au travail, 81,2 % des habitants utilisent un véhicule personnel ou de fonction à quatre roues et 18,8 % n'ont pas besoin de transport (travail au domicile).

### Activités hors agriculture
16 établissements sont implantés  à Lasserade au 31 décembre 2019.
Le secteur du commerce de gros et de détail, des transports, de l'hébergement et de la restauration est prépondérant sur la commune puisqu'il représente 31,3 % du nombre total d'établissements de la commune (5 sur les 16 entreprises implantées  à Lasserade), contre 27,7 % au niveau départemental.

### Agriculture
|               | 1988  | 2000  | 2010 | 2020 |
| ------------- | ----- | ----- | ---- | ---- |
| Exploitations | 26    | 19    | 12   | 9    |
| SAU (ha)      | 1 021 | 1 026 | 866  | 851  |

La commune est dans la Rivière Basse, une petite région agricole occupant une partie ouest du département du Gers. En 2020, l'orientation technico-économique de l'agriculture  sur la commune est la polyculture et/ou le polyélevage. Neuf exploitations agricoles ayant leur siège dans la commune sont dénombrées lors du recensement agricole de 2020 (26 en 1988). La superficie agricole utilisée est de 851 ha,,.

## Culture locale et patrimoine

### Lieux et monuments

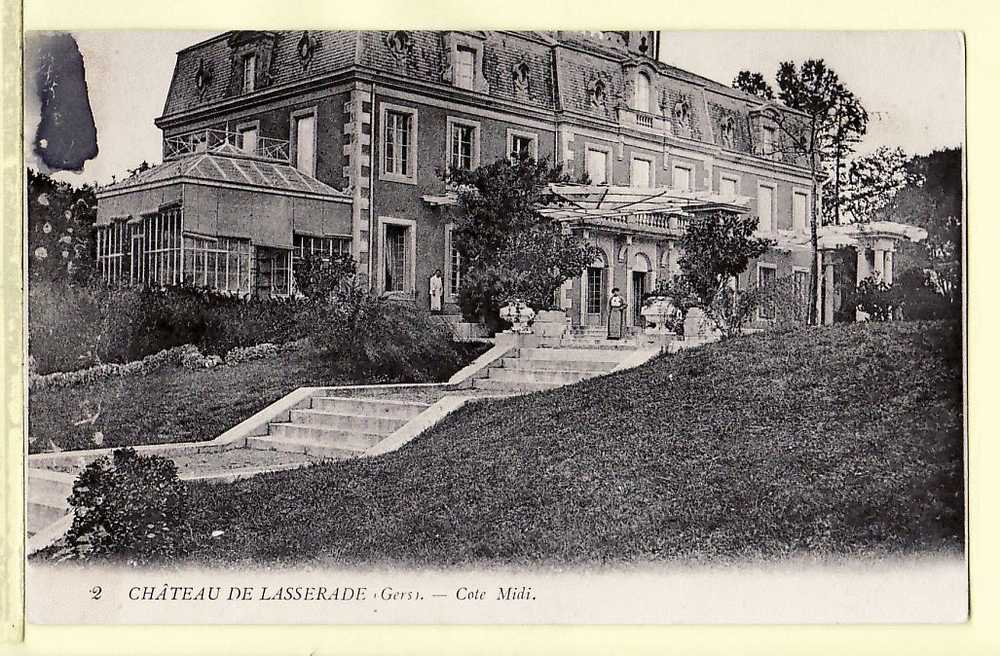
Façade sud du château de Lasserrade.

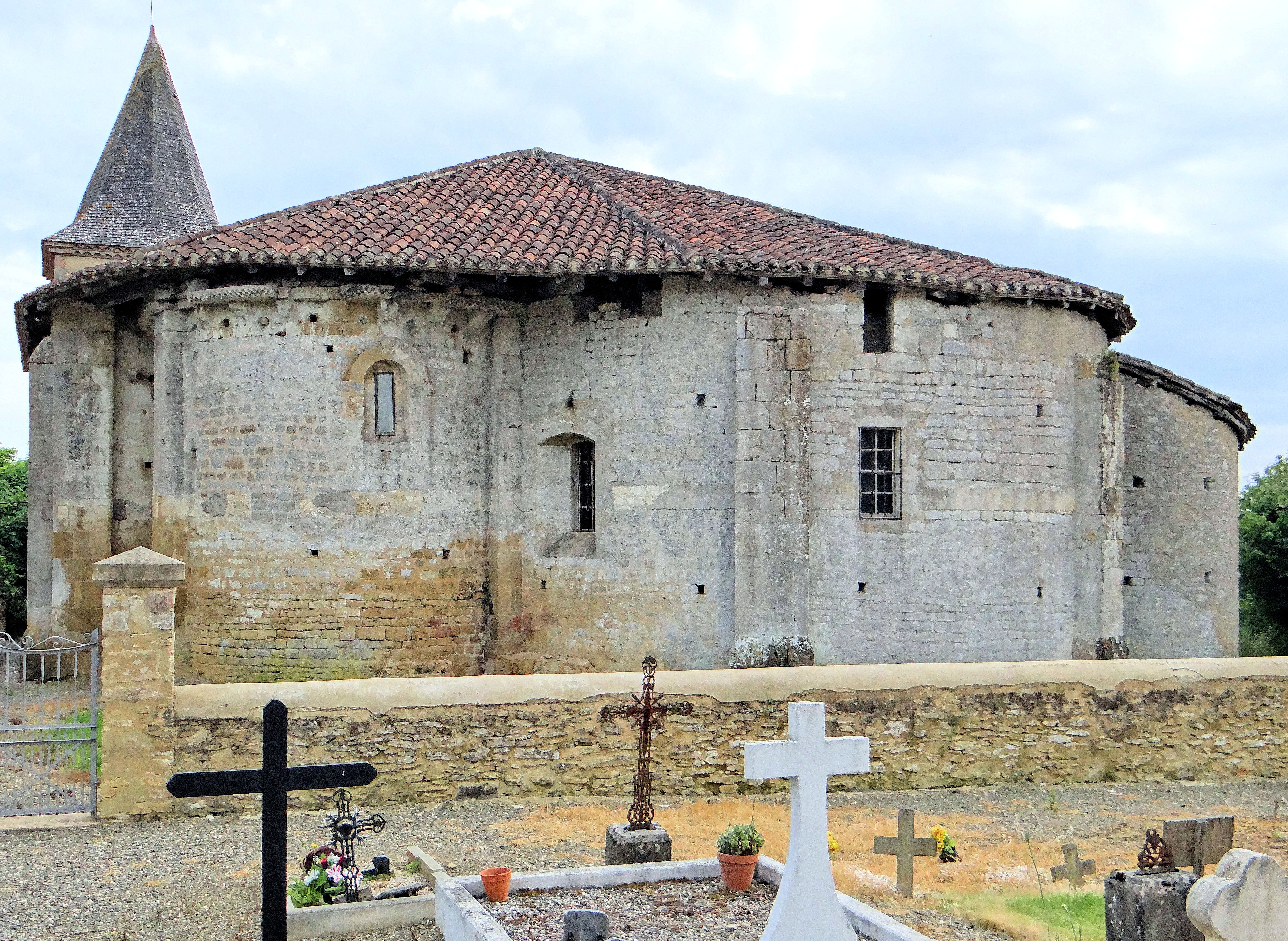
Église de Croute.

- Église Saint-Ausit de Croute, hameau au nord de la commune. Elle est classée au titre des monuments historiques depuis le 20 octobre 1995[32].
- Église Sainte-Christine.
- Château de Lasserrade, ancien château, acquis par la famille du général Latterade en 1797, nouveau château de style classique-Louis XV, reconstruit au XIXe siècle par la famille Latterade. Il est racheté en 1903 par monsieur Gaston Ecomard, originaire de Sainte-Pazanne, arrière-grand-père du propriétaire actuel, le vicomte Clicquot de Mentque. Il est inscrit au titre des monuments historiques le 8 août 2013[33].
- Château de Beauséjour.
- Château de Lanafoërt (lieu-dit Lannafoert) (XVIe – XVIIe siècles, ne subsiste aujourd'hui que la ruine d'une tour).

### Personnalités liées à la commune
- Louis Lanafoërt
- Joseph Louis Lanafoërt
- Jean Charles L’officier
- Alfred Sabail